# Trgovina z ljudmi
Trgovina z ljudmi je oblika novodobnega trgovanja z ljudmi, najpogosteje gre za namen spolnega suženjstva, prisilnega dela, beraštva, prisilne poroke ali komercialnega spolnega izkoriščanja žrtev. O trgovini z ljudmi lahko govorimo tudi kadar pride do odstranitve organov ali tkiv za namene trgovanja. Trgovina z ljudmi se pojavlja po vsem svetu, tako na državni kot tudi na transnacionalni ravni, vendar ne vključuje nujnega gibanja oseb iz enega kraja v drugega. Izraz trgovina z ljudmi je definiran kot zločin proti osebi, kjer so kršene temeljne pravice žrtve (uporaba prisile) v namene gospodarskega izkoriščanja.

## Definicija
Urad Združenih narodov za droge in kriminal (UNODC) v skladu protokolom za preprečevanje, zatiranje in kaznovanje trgovine z ljudmi le-to definira kot novačenje, prevoz, skrivanje ali sprejemanje ljudi z nedopustnimi metodami kot so ugrabitev, prisila, goljufija ali zavajanje, zato, da bi jih izkoristili. Čeprav se trgovina z ljudmi lahko pojavi tudi na lokalni ravni, ima še vedno opaznejše nadnacionalne posledice, ki jih Urad Združenih narodov za droge in kriminal (UNODC) priznavajo v protokolu o preprečevanju, zatiranju in kaznovanju trgovine z ljudmi, predvsem žensk in otrok ter v mednarodnih sporazumih v skladu s Konvencijo Združenih narodov proti mednarodnem organiziranem kriminalu (CTOC), ki je začela veljati 25.decembra 2003. Protokol je eden od treh dodatkov CTOC. Protokol trgovanja z ljudmi je prvi globalno pravni zavezujoči instrument o trgovini z ljudmi in edini, ki določa natančno opredelitev. Eden izmed njegovih ciljev je olajšati mednarodno sodelovanje pri preiskovanju in pregonu le-te. Drug razlog je varovanje in pomoč žrtvam trgovine z ljudmi, popolno spoštovanje njihovih pravic kot je določeno v Splošni deklaraciji o človekovih pravicah. Protokol trgovanja z ljudmi obsega do sedaj 167 strani in opredeljuje trgovino z ljudmi kot:
(a) novačenje, transport, nastanitev ali sprejemanje oseb, z grožnjo ali z uporabo sile ali drugimi oblikami prisile, ugrabitvijo, goljufijo, prevaro, zlorabo pooblastil ali prejemanjem plačil ali koristi, da se doseže soglasje osebe, ki ima nadzor nad drugo osebo, za namen izkoriščanja. Izkoriščanje vključuje vsaj izkoriščanje v namene prostitucije ali drugih oblik spolnega izkoriščanja, prisilno delo ali storitve, suženjstvo ali prakse, podobne suženjstvu, služabništvo, manipulacije ali vsaditev organov;
(b) soglasje žrtve trgovine z ljudmi o nameravanem izkoriščanju, navedeno v prejšnjem odstavku tega člena se ne upošteva, če so bila uporabljena koli od sredstev, navedenih v pododstavku (a);ugrabitev, uporaba groženj, prisile ali ustrahovanja, zavajanje ali goljufija, zloraba položaja ter plačevanje v zameno za to, da bi oseba pristala na izkoriščanje;
(c) novačenje, prevoz, premestitev, dajanje zatočišča ali sprejemanje otrok zaradi izkoriščanja se šteje za trgovino z ljudmi, tudi če to ne vključuje nobenih sredstev, navedenih v pododstavku (a) tega članka;
(d) otrok pomeni vsako osebo, ki še ni stara osemnajst let.

Tudi definicija ameriškega State Departmenta se močno ne razlikuje. Kot pravijo, je trgovina z ljudmi posplošen izraz, ki se uporablja za dejanja novačenja, skrivanja, prevažanja, preskrbovanja ali izrabe ljudi za prisilno delo ali prostitucijo, pri čemer storilci za dosego svojega cilja uporabijo prevaro ali prisilo. Ameriško zunanje ministrstvo opozarja, da trgovina z ljudmi lahko vključuje premikanje, ni pa to pogoj. Ljudi lahko namreč k žrtvam trgovine z belim blagom prištevamo ne glede na to, ali so se v služabništvo rodili, ali so jih v takšno razmerje prisilili, ali pa so nanj nekdaj celo pristali. Bistvo pojava je namreč cilj izkoriščanja in zasužnjevanja žrtev, v različnih pojavnih oblikah.

## Prihodki
Leta 2013 je bil skupni letni prihodek trgovine z ljudmi ocenjen na 32 milijard USD.
Leta 2005 je Patrick Belser ocenil globalno letni dobiček v višini 31,600,000,000 $. Leta 2008 so Združeni narodi ocenili skoraj 2,5 milijona ljudi iz 127 različnih držav, kateri so bili zavedeni v trgovino z ljudmi v 137 držav po vsem svetu.

### Uporaba izraza
Trgovina z ljudmi se razlikuje od tihotapljenja ljudi, ki vključuje osebo, prostovoljno prosilko ali najem druge osebe za nezakonito prevažanje čez mednarodne meje, običajno zato, ker bi pretihotapljeni osebi zavrnili vstop v državo po pravni poti. Po podatkih Mednarodnega centra za razvoj migracijske politike (ICMPD), je tihotapljenje ljudi kršitev nacionalnih zakonov o priseljevanju namembne države in ne vsebuje kršitev pravic tihotapljene osebe. Trgovina z ljudmi je definirana kot kaznivo dejanje zoper osebo zaradi kršitve pravic žrtve prek prisile in izkoriščanja.
Medtem ko tihotapljenje zahteva potovanja, trgovina z ljudmi ne. Žrtve trgovine z ljudmi potekajo proti njihovi volji skozi dejanja prisile in so  prisiljene delati na zahtevo preprodajalca ali drugih. Delo ali storitve lahko vključujejo vse, od prisilnega dela do komercialnega spolnega izkoriščanja. Žrtve trgovine z ljudmi imajo lahko sklenjen dogovor, ki služi kot pogodba o zaposlitvi, vendar brez prijetja plačila ali za zelo nizko plačilo.
1. Prisilno delo

Mednarodna organizacija dela (ILO) ocenjuje, da je to najpogostejša oblika trgovine z ljudmi, ki pa jo je včasih težko prepoznati. Definirana je kot delodajalčevo izkoriščanje zakonskih lukenj in posledično izkoriščanje delavcev; ter izraba sile, groženj, prevar ali drugih prijemov, s katerimi se nekoga prisili k delu. Pri tej obliki trgovine z ljudmi so še posebej ranljivi migranti, k temu pa so lahko prisiljeni tudi posamezniki v lastni državi. Ženske žrtve prisilnega dela so pogosto tudi spolno zlorabljene.
1. Prisilno otroško delo

Kljub temu, da večina mednarodnih organizacij in državnih zakonov dovoljuje lažje oblike otroškega dela, so težja dela prepovedana. Ne glede na to je prisilno otroško delo še vedno ena od oblik trgovine z ljudmi. Eden od kazalcev morebitnega prisilnega otroškega dela je na primer situacija, v kateri je otrok pod nadzorom osebe, ki ni njegov družinski član, in ki od otroka zahteva, da opravi delo, od katerega ima ravno tako koristi nekdo, ki ni član otrokov družine, poleg tega pa otrok na voljo nima možnosti, da odide. Po podatkih Mednarodne organizacije za delo je globalno število otrok vključenih v otroško delo padlo v zadnjem desetletju, zmanjšalo se je za eno tretjino.  

## Razlog nastanka
Ker so dobili veliko denarja lahko jih je bilo dobiti pa so delali kar koli